# Acer okamotoi
Acer okamotoi là một loài thực vật có hoa trong họ Bồ hòn. Loài này được Nakai mô tả khoa học đầu tiên năm 1913.